# Ginnifer Goodwin
Ginnifer Goodwin (Memphis, Tennessee, 1978. május 22. –) amerikai színésznő. 
Híresebb szerepei voltak a Szerelem kölcsönbe (2011) című romantikus filmben, valamint az HBO Hármastársak című sorozatában. 2011 és 2018 között az Egyszer volt, hol nem volt című amerikai fantasysorozat főszereplője volt.

## Fiatalkora és családja
A Tennessee állambeli Memphisben született, Tim Goodwin és Linda Goodwin lányaként. Nevét Jenniferről Ginniferre változtatta, hogy jobban kiejthető és megkülönböztethetőbb legyen. 
Húga, Melissa Goodwin, animátorként dolgozik, többek közt a Robotcsirke című animációs sorozat alkotógárdájának tagja. A sorozatban Ginnifer is dolgozott szinkronszínészként.

## Pályafutása
Goodwin eleinte olyan népszerű NBC sorozatokban tűnt fel, mint az Esküdt ellenségek és az Ed, majd a Comedy Central Porn'n Chicken tévéfilmjében kapott szerepet. Később olyan filmekben kapott komolyabb szerepet, mint a Mona Lisa mosolya, a Nyerj egy randit Ted Hamiltonnal!, A nyughatatlan – amelyben Vivien Liberto-t, Johnny Cash első feleségét alakította – vagy a Balhés tesók. Eljátszotta Dori Dumchovic szerepét is a Love Comes to the Executioner című fekete komédiában.
Goodwin ezután főszereplőként Margene Heffman-t, egy többnejű család harmadik feleségét alakította az HBO 2011-ben befejeződött Hármastársak sorozatában.
A 2009-es Nem kellesz eléggé-ben Gigi szerepét kapta. Ezért a szerepéért a People's Choice Award-on Breakout Movie Actress díjra jelölték. 2009 áprilisában kezdte el forgatni a Ramona és Beezus-t, amelyben Bea nagynénit alakította.
2008-ban a MaxMara "Face of the Future" díját kapta meg, amely díjjal a feltörekvő színésznőket ismerik el. Emellett Goodwin volt az egyik a Gap őszi reklámkampányában szereplő hírességek közül.
2011-óta alakítja az eredetileg az ABC-n, Magyarországon az M1 csatornán futó Egyszer volt, hol nem volt formabontó fantasy-drámasorozatban egyrészt Mary Margaret Blanchard storybrooke-i tanárnőt, másrészt Hófehérkét, a mesevilág egyik ismert szereplőjét. Még ugyanebben az évben játszotta el a Szerelem kölcsönbe egyik szerepét is, Rachelt.

## Magánélete
Goodwin sokáig vegán volt, még szóvivő is volt a Farm Sanctuary állatvédő szervezet "Fogadj örökbe egy pulykát" akciójában, aminek keretében ő is örökbe fogadott egy egész csapatnyit belőlük. Később Jimmy Kimmel műsorában bevallotta, hogy feladta a teljesen vegán életformát különböző egészségi problémák miatt. Úgy nyilatkozott, hogy folyamatosan tanul, fejlődik és változik és néhány zavaró egészségi probléma miatt az étrendjébe végül vissza kellett illesztenie némi állati eredetű terméket is.
Goodwin 2009 áprilisában kezdett járni Joey Kernnel. A pár az eljegyzést 2010. december 24-én jelentette be, 2011. május 20-án viszont már a szakítást kellett bejelenteniük. Goodwin az Egyszer volt, hol nem volt-beli szereplőtársával, Josh Dallasszal járt 2011 ősze óta. Ugyaninnen másik szereplőtársával, Jennifer Morrisonnal régóta közeli barátságban van. 
2014. április 12-én feleségül ment Josh Dallashoz. 2014. május 29-én megszületett fiuk, Oliver.

## Filmográfia

### Film
| Év   | Magyar cím                          | Eredeti cím                                  | Szerep              | Magyar hang       |
| ---- | ----------------------------------- | -------------------------------------------- | ------------------- | ----------------- |
| 2000 |                                     | Zelda: An Extrospective Journey (rövidfilm)  | Zelda               |                   |
| 2003 | Mona Lisa mosolya                   | Mona Lisa Smile                              | Connie Baker        | Nemes Takách Kata |
| 2004 | Nyerj egy randit Tad Hamiltonnal!   | Win a Date with Tad Hamilton!                | Cathy Feely         | Simonyi Piroska   |
| 2005 | A nyughatatlan                      | Walk the Line                                | Vivian Cash         | Hámori Eszter     |
| 2006 |                                     | Love Comes to the Executioner                | Dori Dumchovic      |                   |
| 2007 | A nők hálójában                     | In the Land of Women                         | Janey               | Mezei Kitty       |
| 2007 | Nulladik nap                        | Day Zero                                     | Molly Rifkin        | Vadász Bea        |
| 2008 | Balhés tesók                        | Birds of America                             | Ida                 |                   |
| 2009 | Nem kellesz eléggé                  | He's Just Not That Into You                  | Gigi Phillips       | Kovács Patrícia   |
| 2009 | Egy egyedülálló férfi               | A Single Man                                 | Mrs. Strunk         |                   |
| 2010 | Ramona és Beezus                    | Ramona and Beezus                            | Bea néni            | Horváth Lili      |
| 2011 | Szédületes éjszaka                  | Take Me Home Tonight                         | Banky               |                   |
| 2011 | Szerelem kölcsönbe                  | Something Borrowed                           | Rachel White        | Vadász Bea        |
| 2014 | Csingiling és a Soharém legendája   | Tinker Bell and the Legend of the NeverBeast | Gilda (hangja)      | Mezei Kitty       |
| 2016 | Zootropolis – Állati nagy balhé     | Zootopia                                     | Judy Hopsz (hangja) | Csifó Dorina      |
| 2023 |                                     | Buddy Games: Spring Awakening                | Celia               |                   |
| 2023 | Volt egyszer egy stúdió (rövidfilm) | Once Upon a Studio                           | Judy Hopsz (hangja) |                   |

### Televízió
| Év        | Magyar cím                  | Eredeti cím                                    | Szerep                              | Megjegyzések                                                 |
| --------- | --------------------------- | ---------------------------------------------- | ----------------------------------- | ------------------------------------------------------------ |
| 2001      | Esküdt ellenségek           | Law & Order                                    | Erica                               | 1 epizód                                                     |
| 2001–2003 | Ed                          | Ed                                             | Diane Snyder                        | 25 epizód                                                    |
| 2002      |                             | Porn 'n Chicken                                | Maya                                | tévéfilm                                                     |
| 2005      | Robotcsirke                 | Robot Chicken                                  | több szereplő hangja                | 7 epizód                                                     |
| 2006–2011 | Hármastársak                | Big Love                                       | Margene Heffman                     | főszereplő                                                   |
| 2007      |                             | Big Love: In the Beginning                     | Margene Heffman                     | 2 epizód                                                     |
| 2011      | SpongyaBob Kockanadrág      | SpongeBob SquarePants                          | sellő (hangja)                      | 1 epizód                                                     |
| 2011      |                             | Margene's Blog                                 | Margene Henrickson                  | 1 epizód                                                     |
| 2011      | Küzdelem a rákkal           | Five                                           | Charlotte                           | - tévéfilm - magyar hangja: - Vadász Bea                     |
| 2011–2018 | Egyszer volt, hol nem volt  | Once Upon A Time                               | Mary Margaret Blanchard / Hófehérke | - főszereplő - magyar hangja:[forrás?] - Majsai-Nyilas Tünde |
| 2012      |                             | Electric City                                  | Jean Marie St. Cloud                | 20 epizód                                                    |
| 2013      | A Kennedy gyilkosság        | Killing Kennedy                                | Jacqueline Kennedy                  | tévéfilm                                                     |
| 2014      | Szófia hercegnő             | Sofia the First                                | Gwen (hangja)                       | 1 epizód                                                     |
| 2015      | Mit gondolsz, ki vagy?      | Who Do You Think You Are?                      | önmaga                              | 1 epizód                                                     |
| 2019      | Engem is anya szült         | I Am Somebody's Child: The Regina Louise Story | Jeanne Kerr                         | tévéfilm (vezető producer)                                   |
| 2019      |                             | The Twilight Zone                              | Eve Martin                          | 1 epizód                                                     |
| 2019      | Dolly Parton: A szív húrjai | Dolly Parton's Heartstrings                    | Genevieve                           | - 1 epizód - magyar hangja: - Németh Borbála                 |
| 2019      | Miért ölnek a nők?          | Why Women Kill                                 | Beth Ann Stanton                    | főszereplő 1. évad (10 epizód)                               |
| 2021      |                             | Earth to Ned                                   | önmaga                              | 1 epizód                                                     |
| 2022      | Hajtűkanyar                 | Pivoting                                       | Jodie                               | főszereplő                                                   |
| 2022      | Zootopia+                   | Zootopia+                                      | Judy Hopsz (hangja)                 | 1 epizód                                                     |

## További információ
- Ginnifer Goodwin a Facebookon
- Ginnifer Goodwin a PORT.hu-n (magyarul)
- Ginnifer Goodwin az Internetes Szinkronadatbázisban (magyarul)
- Ginnifer Goodwin az Internet Movie Database-ben (angolul)
- Ginnifer Goodwin a Rotten Tomatoeson (angolul)